# Sant Esteve d'Escós
Sant Esteve d'Escós és l'església del poble d'Escós, en el terme municipal de Soriguera, a la comarca del Pallars Sobirà. Pertanyia a l'antic terme d'Estac. Està situada en el mateix petit poble d'Escós, en el seu extrem de ponent.

## Descripció
Petita església de planta rectangular, amb capçalera orientada a ponent i façana a llevant, situada sota el pinyó que forma la coberta de teula a dos aigües, en la que s'obre una porta amb senzill arc de mig punt, i per damunt d'aquesta un petit ull de bou. Adossat al mur de migdia, es troba un petit cloquer de planta rectangular a mig camí entre l'espadanya i la torre.